# ポアソン二項分布
ポアソン二項分布（ポアソンにこうぶんぷ、英: Poisson binomial distribution）とは、統計学および確率論における独立なベルヌーイ試行の和として定義される離散確率分布である。
別の言い方をすれば、これは成功確率がそれぞれ p1, p2
, …, pn でありそれぞれ独立な n 回の試行を行ったときの成功回数の離散確率分布である。
特に、成功確率が全て等しい (p1 = p2 = … = pn) ときは、ポアソン二項分布は普通の二項分布になる。すなわち二項分布はポアソン二項分布の特別な場合である。

## 確率質量関数
n 個の確率変数 Xi (i ∈ {1, 2, …, n}) は、それぞれ独立で成功確率がそれぞれ p1, p2, …, pn であるベルヌーイ試行とする。すなわち、
{\displaystyle X_{i}\in \{1,0\},\qquad P(X_{i}=1)=p_{i},\qquad \Pr(X_{i}=0)=1-p_{i}}
とする。確率変数 {\displaystyle X=\sum _{i=1}^{n}X_{i}} は、このような n 回の試行のうちで成功した回数を表す確率変数である。k 回成功する確率は次のような和で表現される。
{\displaystyle \Pr(X=k)=\sum _{A\in F_{k}}\prod _{i\in A}p_{i}\prod _{j\in A^{c}}(1-p_{j})}
ただし、Fk は {1, 2, …, n} から選べる全ての k要素部分集合の族である。例えば n = 3 なら、F2 = {{1, 2}, {1, 3}, {2, 3}} である。また Ac は A の補集合。すなわち {\displaystyle A^{c}=\{1,2,3,\dots ,n\}\backslash A} である。
これが、定義から直接導かれるポアソン二項分布の確率質量関数である。Fk は {\displaystyle {\frac {n!}{(n-k)!k!}}} 要素を含み、この数は n とともに急速に増大するため、試行回数 n が小さい場合以外は実際にこの和を計算することは困難である。（例えば n = 30 のとき F15 は 1020 もの要素を含む）。
幸いにも、{\displaystyle \Pr(X=k)} を計算する非常に効果的な方法がある。1回も成功しない確率が分かれば、n 回成功の確率は次のようにして再帰的に計算できる。
{\displaystyle \Pr(X=k)=\left\{{\begin{aligned}&\prod _{i=1}^{n}(1-p_{i}),\qquad k=0\\&{\frac {1}{k}}\sum _{i=1}^{k}(-1)^{i-1}\Pr(X=k-i)T(i),\qquad k>0\\\end{aligned}}\right.}
ただし、{\displaystyle T(i)=\sum _{j=1}^{n}\left({\frac {p_{j}}{1-p_{j}}}\right)^{i}}。
他にも離散フーリエ変換を使う次のような計算も可能である。
{\displaystyle \Pr(X=k)={\frac {1}{n+1}}\sum _{l=0}^{n}C^{lk}\prod _{m=1}^{n}\left(1+(C^{l}-1){p_{m}}\right)}
ただし、{\displaystyle C=\exp \left(-{\frac {2i\pi }{n+1}}\right)}である。
さらに他の方法も提案されている。

## 平均と分散
ポアソン二項分布は独立なベルヌーイ分布に従う n個の確率変数の和だから、その平均と分散は各ベルヌーイ分布における平均および分散の和となる。
{\displaystyle \mu =\sum _{i=1}^{n}p_{i}}
{\displaystyle \sigma ^{2}=\sum _{i=1}^{n}(1-p_{i})p_{i}}

## レ・カムの定理
次の定理がルーシェン・レ・カム (Lucien le Cam) によって示された。
次のように仮定する。
- X1, …, Xn はそれぞれベルヌーイ分布に従う独立な確率変数とする。（すなわち 0 か 1 の値をとる）ただしそれぞれが同一の分布である必要はない。（発生確率がそれぞれ異なっていてもよい） 各 i = 1, 2, 3, … に対して、{\displaystyle \Pr(X_{i}=1)=p_{i}} とする。
- {\displaystyle \lambda _{n}=p_{1}+\cdots +p_{n}.}
- {\displaystyle S_{n}=X_{1}+\cdots +X_{n}.}（すなわち Sn はポアソン二項分布に従う。）

このとき、
{\displaystyle \sum _{k=0}^{\infty }\left|\Pr(S_{n}=k)-{\lambda _{n}^{k}e^{-\lambda _{n}} \over k!}\right|<2\sum _{i=1}^{n}{p_{i}}^{2}.}
換言すれば、この和はポアソン分布で近似できる。
各分布がすべて同じ値 {\displaystyle p_{i}={\frac {\lambda _{n}}{n}}} とすれば、右辺は {\displaystyle 2{\frac {{\lambda _{n}}^{2}}{n}}} となる。すなわち、この定理は、二項分布の極限がポアソン分布になるというポアソンの極限定理の一般化である。